# چارلز براش
چارلز براش (انگلیسی: Charles F. Brush; ۱۷ مارس ۱۸۴۹ – ۱۵ ژوئن ۱۹۲۹) مهندس برق کارآفرین و مخترع اهل ایالات متحده آمریکا بود. وی همچنین برندهٔ جوایزی همچون جایزه رامفورد و مدال ادیسون انجمن مهندسان برق و الکترونیک شده است.